# زاکاناله
زاکاناله (به لهستانی:  Zakanale) یک روستا در لهستان است که در گمینا کونستانتنوو واقع شده‌است.